# Trophée Barthés 2022
El Trophée Barthés del 2022 fue la quinta edición del torneo africano de rugby para jugadores de hasta 20 años (M20).
El torneo se disputó en la ciudad de Nairobi, Kenia.

## Equipos participantes
- Selección juvenil de rugby de Costa de Marfil
- Selección juvenil de rugby de Kenia
- Selección juvenil de rugby de Madagascar
- Selección juvenil de rugby de Namibia
- Selección juvenil de rugby de Senegal
- Selección juvenil de rugby de Túnez
- Selección juvenil de rugby de Zambia
- Selección juvenil de rugby de Zimbabue

## Desarrollo

### Cuartos de final
| 9 de abril | Kenia | 54 - 20 | Uganda |  |  |

| 9 de abril | Namibia | 62 - 0 | Costa de Marfil |  |  |

| 9 de abril | Madagascar | 26 - 14 | Zambia |  |  |

| 9 de abril | Zimbabue | 19 - 18 | Túnez |  |  |

### Semifinales Quinto puesto
| 13 de abril | Uganda | 26 - 19 | Costa de Marfil |  |  |

| 13 de abril | Zambia | 20 - 25 | Túnez |  |  |

### Semifinales Campeonato
| 13 de abril | Kenia | 5 - 16 | Namibia |  |  |

| 13 de abril | Madagascar | 3 - 32 | Zimbabue |  |  |

### Séptimo puesto
| 17 de abril | Costa de Marfil | 8 - 22 | Zambia |  |  |

### Quinto puesto
| 17 de abril | Uganda | 11 - 24 | Túnez |  |  |

### Tercer puesto
| 17 de abril | Kenia | 49 - 15 | Madagascar |  |  |

### Final
| 17 de abril | Namibia | 14 - 19 | Zimbabue |  |  |

| Bandera de Zimbabue |
| Campeón Zimbabue    |
| Primer título       |